# Яссін Тітрауї
Яссін Мохамед Ель Газалі Тітрауї (араб. ياسين محمد الغزالي تيطراوي, нар. 26 липня 2003, Мсіла, Алжир) — алжирський футболіст, півзахисник бельгійського клубу «Шарлеруа».

## Ігрова кар'єра

### Клубна
Яссін Тітрауї є вихованцем алжирського клубу «Параду». В складі якого він дебютував на професійному рівні 9 серпня 2021 року у матчі вищого дивізіону чемпіонату Алжиру.
Влітку 2024 року Тітрауї перебрався до бельгійського «Шарлеруа», підписавши з клубом трирічний контракт. Першу гру в новій команді півзахисник провів 9 листопада, коли вийшов на поле у матчі чемпіонату Бельгії проти «Вестерло».

### Збірна
В складі національної збірної Алжиру у 2021 році Яссін Тітрауї став переможцем Кубка арабських націй, що проходив у Катарі.

## Титули
Алжир
 Переможець Кубка арабських націй: 2021